# Kouperov Peak
Kouperov Peak är en bergstopp i Antarktis. Den ligger i Västantarktis. Inget land gör anspråk på området. Toppen på Kouperov Peak är 890 meter över havet, eller 327 meter över den omgivande terrängen. Bredden vid basen är 5,9 km.
Terrängen runt Kouperov Peak är platt västerut, men österut är den kuperad. Trakten är obefolkad. Det finns inga samhällen i närheten.